# Diocesi di Dausara
La diocesi di Dausara (in latino Dioecesis Dausarena) è una sede soppressa del patriarcato di Antiochia e una sede titolare della Chiesa cattolica.

## Storia
Dausara, identificabile con Qal'at-Dja'bar (Qal'at-Dusar) in Turchia, è un'antica sede episcopale della provincia romana dell'Osroene nella diocesi civile d'Oriente. Faceva parte del patriarcato di Antiochia ed era suffraganea dell'arcidiocesi di Edessa, come attestato in una Notitia episcopatuum del VI secolo.
Un solo vescovo è noto di questa sede, Nonno, che prese parte al concilio di Costantinopoli del 553.
Dal XVIII secolo Dausara è annoverata tra le sedi vescovili titolari della Chiesa cattolica; la sede è vacante dal 26 dicembre 1969. La sede è menzionata dalle fonti come Dansarena o Dausarena (Dausara in italiano) o come Danarensis o Danarena (Dansara in italiano); oppure ancora come Dansarensis seu Dausarensis.

## Cronotassi

### Vescovi greci
- Nonno † (menzionato nel 553)

### Vescovi titolari di Dansara
- Jean-Claude Miche, M.E.P. † (11 marzo 1844 - 1º dicembre 1873 deceduto)
- Giuseppe Bugliari † (10 settembre 1875 - 1888 deceduto)
- José Belisario Santistevan † (26 giugno 1890 - 1º giugno 1891 succeduto vescovo di Santa Cruz de la Sierra)
- Célestin-Félix-Joseph Chouvellon, M.E.P. † (25 settembre 1891 - 11 maggio 1924 deceduto)

### Vescovi titolari di Dausara
- Daniel Delany † (13 maggio 1783 - 18 settembre 1787 succeduto vescovo di Kildare e Leighlin)
- Vicente Román Linares, O.Praem. † (22 luglio 1816 - 29 marzo 1835 deceduto)
- Nicola Ciceri, C.M. † (3 luglio 1907 - 28 ottobre 1932 deceduto)
- Francisco Gómez de Santiago, O.P. † (28 novembre 1932 - 3 aprile 1962 deceduto)
- Henri Martin Mekkelholt, S.C.I. † (5 aprile 1963 - 26 dicembre 1969 deceduto)